# Truncatipochira ternatensis
Truncatipochira ternatensis là một loài bọ cánh cứng trong họ Cerambycidae.